# Procambridgea carrai
Espèce
Procambridgea carrai est une espèce d'araignées aranéomorphes de la famille des Stiphidiidae.

## Distribution
Cette espèce est endémique de Nouvelle-Galles du Sud en Australie. Elle se rencontre à l'Ouest de Kempsey.

## Description
La carapace du mâle holotype mesure 2,2 mm de long et son abdomen 2,3 mm de long. La carapace de la femelle paratype mesure 1,8 mm de long et son abdomen 2,1 mm de long.

## Étymologie
Son nom d'espèce lui a été donné en référence au lieu de sa découverte, la forêt d'État de Carrai.

## Publication originale
- Davies & Lambkin, 2001 : A revision of Procambridgea Forster & Wilton, (Araneae: Amaurobioidea: Stiphidiidae). Memoirs of the Queensland Museum, vol. 46, p. 443-459 (texte intégral).